# Дромер
Дромер (Dromiciops) — монотиповий рід ссавців ряду дромероподібних (Microbiotheriformes) з когорти сумчасті (Marsupialia). Мікробіотерієві більш тісно пов'язані з австралійськими сумчастими, ніж з американськими. Філогенетичні дослідження прийшли до висновку, що сестринськими групами для них є Peramelemorphia, Notoryctemorphia, Dasyuromorphia, Diprotodontia.

## Назва
Dromiciops: Dromici + дав.-гр. ὄψ — «вигляд» — від подібності до Dromicia nana; Dromicia: δρομικός — «хуткий».
Одна з відомих описових назв — «чилійські опосуми» (проте опосуми — окремий таксон). У частині мов рід називають «colocolo» (зокрема, в каталонській), проте українською «колоколо» — один з видів хижих.

## Склад роду
У складі роду, а також ряду — два сучасні види:
- рід дромер — Dromiciops
  - вид Dromiciops bozinovici
  - вид дромер деревний — Dromiciops gliroides, або «чилійський опосум».

## Фізичний опис
Довжина голови й тулуба становить від 83 до 130 мм, хвіст довжиною від 90 до 132 мм; важить від 16 до 42 г. 
Дрібна тваринка з коротким писочком і невеликими округлими вухами. Шерсть коротка і щільна; більшість тіла буро-сірі, але плечі й круп можуть мати білі плями; черево світліше, від жовтувато-білого до блідо-сірого; є виражені чорні очні кільця. Хвіст помірно чіпкий і добре запушений, за винятком голої нижньої частини від 25 до 30 мм. 
Спостерігається сезонна варіація і статевий диморфізм. Наприкінці літа самиці значно важчі й довші, ніж самці. Хоча обидві статі використовують свої хвости як органи зберігання, самиці мають товстіші хвости; це свідчить про те, що самиці мають більші енергетичні потреби під час сплячки або торпору. Географічні відмінності також були зареєстровані, тварини з о. Чилое мають дещо темніше забарвлення шерсті. Через недостатню відмінність ознак підвиди не вирізняють. 

## Стиль життя
Живе в помірно холодних субантарктичних лісах південних областей Чилі та Аргентини, де мешкає в заростях чилійського бамбука (Chusquea) та інших рідних лісових видів. Цей нічний, високогірний ссавець конструює сферичні гнізда з водовідштовхувальних бамбукових листів, облицьованих мохом або травою. Гнізда, ймовірно, служать для захисту тварин від холоду, але коли температура взимку падає, а їжа стає дефіцитною, D. gliroides впадає в сплячку. Живиться кількома видами плодів місцевих рослин, а також личинок і лялечок. Вид проживає на кількох природоохоронних територіях. 